# NALP3
NALP3 (انگلیسی: NALP3) با عنوانِ کاملِ «NACHT, LRR and PYD domains-containing protein 3» که با نامِ «کرایوپایرین» (انگلیسی: Cryopyrin) هم شناخته می‌شود، نوعی پروتئین است که در بدن انسان توسط ژن «NLRP3» کُد می‌شود و بر رویِ بازویِ بلندِ کروموزوم ۱ واقع شده است.
این پروتئین بیشتر در ماکروفاژها ساخته می‌شود و به‌عنوان جزئی از کمپلکس اینفلامازوم قادر است محصولات ناشی از آسیب سلولی نظیر ATP برون‌یاخته‌ای و کریستال‌های اوریک اسید را شناسایی کند. NALP3 فعال‌شده، قادر است سیستم ایمنی بدن را تحریک کند. جهش در ژن NALP3 باعث بروز برخی بیماری‌های خودایمنی مختص‌به‌عضو شود.